# Первомайське (Хайбуллінський район)
Первома́йське (рос. Первомайское, башк. Первомайское) — село у складі Хайбуллінського району Башкортостану, Росія. Входить до складу Уфімської сільської ради.
Населення — 360 осіб (2010; 346 в 2002).
Національний склад:
- башкири — 94%